# David Fricke
David Fricke (4 giugno 1952) è un critico musicale statunitense che svolge il ruolo di recensore per la rivista Rolling Stone, occupandosi principalmente di musica rock, da oltre 30 anni.
Durante gli anni novanta ha svolto anche il ruolo di direttore editoriale della rivista.

## Carriera
Fricke decise di intraprendere la carriera di critico musicale dopo aver assistito ad un concerto dei Pink Floyd. Ha scritto per diverse riviste, prima di diventare capo redattore del prestigioso periodico Rolling Stone.
Il 27 gennaio 1994 ha realizzato una lunga intervista a Kurt Cobain e la moglie Courtney Love, che si è poi rivelata una delle ultime tenute dal leader dei Nirvana ancora in vita.
Fricke ha curato le note di copertina per diversi album e box set di artisti come The Velvet Underground, Led Zeppelin, Metallica e AC/DC. È inoltre apparso in alcuni episodi della serie di documentari musicali Classic Albums.